# Derrubadas
Derrubadas est une municipalité du Nord-Ouest de l'État du Rio Grande do Sul faisant partie de la microrégion de Três Passos et située à 474 km au nord-ouest de Porto Alegre, capitale de l'État. Elle se situe à une latitude de 27° 15′ 53″ sud et à une longitude de 53° 51′ 39″ ouest, à une altitude de 485 mètres. Sa population était estimée à 3 378, pour une superficie de 361 km2. On y accède par la RS-330 et les BR-468 et BR-472. Elle est séparée de l'Argentine, à l'ouest, et de l'État de Santa Catarina, au nord-est, par le rio Uruguay.
En 1834 la région faisait partie de la municipalité de Cruz Alta qui, à l'époque, comprenait tout le territoire de cette partie de l'État - Passo Fundo et Santa Maria. La zone de la Serra do Pari fut reçue en concession en 1934 par un certain Pedro Garcia pour l'exploitation de la ressource forestière. De là vient le nom de la ville (« derrubadas » est le participe passé au féminin pluriel du verbe portugais « derrubar », « abattre » [des arbres]).

## Villes voisines
- Itapiranga (État de Santa Catarina)
- Barra do Guarita
- Tenente Portela
- Três Passos
- Esperança do Sul